# Benton City (Washington)
Benton City és una població dels Estats Units a l'estat de Washington. Segons el cens del 2000 tenia 2.624 habitants.

## Demografia
Segons el cens del 2000, Benton City tenia 2.624 habitants, 894 habitatges, i 660 famílies. La densitat de població era de 582,3 habitants per km².
Dels 894 habitatges en un 44,6% hi vivien nens de menys de 18 anys, en un 54,4% hi vivien parelles casades, en un 11,3% dones solteres, i en un 26,1% no eren unitats familiars. En el 21,5% dels habitatges hi vivien persones soles el 7,2% de les quals corresponia a persones de 65 anys o més que vivien soles. El nombre mitjà de persones vivint en cada habitatge era de 2,94 i el nombre mitjà de persones que vivien en cada família era de 3,44.
Per edats la població es repartia de la següent manera: un 34,7% tenia menys de 18 anys, un 8,5% entre 18 i 24, un 28,8% entre 25 i 44, un 19,7% de 45 a 60 i un 8,2% 65 anys o més.
L'edat mediana era de 30 anys. Per cada 100 dones de 18 o més anys hi havia 102,5 homes.
La renda mediana per habitatge era de 33.636 $ i la renda mediana per família de 43.036 $. Els homes tenien una renda mediana de 32.464 $ mentre que les dones 22.137 $. La renda per capita de la població era de 13.971 $. Aproximadament l'11,7% de les famílies i el 15,7% de la població estaven per davall del llindar de pobresa.

## Poblacions més properes
El següent diagrama mostra les poblacions més properes.